# 國際體操名人堂
国际体操名人堂（The International Gymnastics Hall of Fame）是位于美国俄克拉荷马城，一座用於表彰世界上伟大的體操运动员和教练员取得的成就和贡献的名人堂。

## 沿革
最早的名人堂由国家体操诊所的弗兰克·威尔斯（Frank Wells）于1972年创立，但只有一名獲獎者奥莉加·科尔布特，并于1970年末解散。
目前的博物馆是由《国际体操运动员杂志》出版商Glenn Sundby于1986年创立。它最初位于加利福尼亚州欧申赛德，1997年遷至俄克拉荷马州科学博物馆内。

## 入選者名單
- 官方网站